# 博胡斯拉夫·拉什托维奇卡
博胡斯拉夫·拉什托维奇卡（捷克語：Bohuslav Laštovička，1905年4月29日—1981年3月30日），捷克斯洛伐克共产党中将，西班牙内战时为国际纵队成员，捷克斯洛伐克国民议会主席，二战后因为安东宁·诺沃提尼庇护，没有在战后大清洗中受到冲击。。

## 获奖
- 克莱门特·哥特瓦尔德勋章（1965年4月1日）[2]
- 共和国勋章（1960年4月30日）[3]
- 胜利的二月勋章（1973年2月20日）[4]